# Henri Häkkinen
Henri Häkkinen (Joensuu, 16 giugno 1980) è un tiratore a segno finlandese.
Vanta una medaglia di bronzo alle Olimpiadi di Pechino 2008, nella carabina 10 m.
Vanta anche diverse medaglie europee, vinte tra il 2005 e il 2007.

## Palmarès

### Olimpiadi
- Olimpiadi di Pechino 2008:
  - 1 bronzo (carabina 10 m)

### Campionati europei
- Belgrado 2005:
  - 3 ori (Fucile 300 m, 3x40, a squadre)
- Deuville e Granada 2007:
  - 1 argento (Carabina 10 m)
  - 2 bronzi (Fucile 300 m, a squadre)